# Martha Brach
Martha Anna Otillie Brach, Geburtsname Martha Kohn (* 24. Juli 1899 in Trier; † 26. Juli 1990 ebenda) war eine deutsche Politikerin (CDU).

## Leben
Martha Kohn besuchte die Volksschule und Höhere Töchterschule in Trier und war zwischen 1911 und 1914 in einem Pensionat in Metz. 1920 heiratete sie Joachim Brach. Während des Ersten Weltkriegs leistete sie Posthilfsdienst und war Volontärin in einem Fotogeschäft in Trier. Nach 1933 bekam sie die kirchliche Lehrerlaubnis Missio canonica zuerkannt. Im Zweiten Weltkrieg war sie in einem Lazarett tätig und Hausfrau. Nach dem Zweiten Weltkrieg wurde sie 1946 Mitglied der CDU und Mitglied des Wohnungs- und Ernährungsausschusses bei der Stadtverwaltung Trier.
Martha Brach gehörte von 1948 bis 1968 dem Stadtrat von Trier an und war von 1959 bis 1963 Abgeordnete im Rheinland-Pfälzischen Landtag. Im Landtag war sie Mitglied im Grenzlandausschuss und Petitionsausschuss. Besondere Verdienste erwarb sie sich beim Wiederaufbau des Stadtteiles Trier-West nach dem Zweiten Weltkrieg und bei der Wiederherstellung kommunaler und staatlicher Strukturen. Die erste Sozialstation in Rheinland-Pfalz wurde aufgrund ihres Einsatzes in ihrem eigenen Haus in Trier eröffnet. Als eine der wenigen damals politisch aktiven Frauen bemühte sie sich um die politische Bildung und um speziell weibliche Politikthemen.
Neben ihren politischen Aktivitäten war sie unter anderem Gründungsmitglied der Deutsch-Französischen Gesellschaft Trier, Mitglied der Theatergemeinde Trier, des Freundeskreises Rheinland-Pfalz-Burgund und langjährige Landesvorsitzende der Frauenunion Rheinland-Pfalz.
Sie verstarb kurz nach ihrem 91. Geburtstag in Trier. Sie wurde auf dem Hauptfriedhof Trier in einem Familiengrab bestattet, in dem schon ihr 1938 verstorbener Ehemann und ein 1944 mit 16 Jahren durch einen Artilleriesplitter tödlich verwundeter Sohn beerdigt liegen.
Zweitälteste ihrer drei Töchter war die Trierer Schriftstellerin Gisela Brach.

## Ehrungen
- 1954: Ehrenbürgerschaft der Stadt New Orleans[4]
- 1964: Bundesverdienstkreuz Erster Klasse
- 1964: Freiherr-vom-Stein-Plakette
- 1968: Silberteller der Stadt Trier für 20-jährige Ratsmitgliedschaft
- 1969: Ehrenring der Stadt Trier
- 1969: Wappenteller des Landes Rheinland-Pfalz
- 1989: Verdienstorden des Landes Rheinland-Pfalz
- 2014: Martha-Brach-Straße in Trier[2]